# Swan Features Syndicate
Swan Features Syndicate was een Nederlands syndicatiebureau opgericht door Anton (Ton) de Zwaan. Het bedrijf verkocht voornamelijk Nederlandse strips aan buitenlandse kranten. Op zijn hoogtepunt was het het grootste syndicatiebureau van de Lage Landen.

## Geschiedenis
De Zwaan werkte na de Tweede Wereldoorlog als zakelijk directeur bij de stripstudio Toonder Studio's, waar hij hun strips verkocht aan buitenlandse kranten. Ondanks De Zwaan en Toonders wederzijdse waardering hadden ze echter meningsverschillen over de verlieslijdende tekenfilmafdeling. Hierop verliet De Zwaan Toonder Studio's en richtte hij in 1953 zijn eigen bedrijf, Swan Features Syndicate, op. Enkele tekenaars waaronder Hans G. Kresse, Henk Sprenger en Piet Wijn volgden hem. Bij het nieuwe bedrijf deed hij vergelijkbaar werk als bij Toonder Studio's.
In de beginperiode van het syndicatiebureau reisde De Zwaan bijna 10 maanden per jaar. Hij deed vooral zaken in Australië, België, Canada, de Filipijnen, Frankrijk, India, Japan, Maleisië, Nieuw-Zeeland, Scandinavië, Zuid-Afrika en Zuid-Amerika. Verscheidene buitenlandse syndicatiebureaus kochten de exclusieve rechten voor de strips van Swan Features Syndicate in de landen waar zij actief zijn. Deze syndicatiebureaus kochten gewoonlijk de rechten op alle strips van Swan Features Syndicate, waardoor de strips nooit apart verkocht werden. Soms werden ook strips geruild waardoor het syndicatiebureau buitenlandse strips zoals Fred Basset en Kapitein Rijkers in het Nederlands vertaalde. Het bedrijf gaf ook enkele reeksen zelf in Nederland uit waaronder een aantal strips voor het stripblad Olidin. Voor sommige strips zoals Matho Tonga maakte Swan Features Syndicate ook een promofolder. Het hoogtepunt van het bedrijf was van 1956 tot 1970.
Met de opkomst van de ballonstrips bewerkte het syndicatiebureau ook tekststrips naar ballonstrips. De Zwaan overleed in 1989. Zijn kleindochter schonk het het archief van het bedrijf in 2015 aan de Bijzondere Collecties van de Universiteit van Amsterdam (sinds 2019 Allard Pierson).

## Strips
Onderstaande Nederlandse strips verschenen via Swan Features Syndicate in het Nederlands:
- Botje Boons avonturen van Dick Vlottes en Harry van den Eerenbeemt[5]
- De avonturen van Stikkeltje en Bruunke van Lex Overeijnder en Jeanne Köhler-Emmelot[6]
- Markies Marac van Niek Hiemstra[7]
- Old Shatterhand en Winnetoe van Dick van de Pol[8]
- Pieter Cannegieter van Joop van Bossum[9]
- Senmoet de Egyptenaar van Dick Vlottes[5]
- Victor de Turenne van Dick de Wilde[10]
- Wetenswaardigheden over de ruimtevaart van Dick Vlottes[5]

Van onderstaande Nederlandse strips verzorgde Swan Features Syndicate vertalingen:
- Aram van Piet Wijn en Henk Alleman
- Eric de Noorman van Hans G. Kresse
- Hoki en Poki van Rie Kooyman[11]
- Kapitein Rob van Pieter Kuhn
- Lappie Knijn van Lex Overeijnder[6]
- Matho Tonga van Hans G. Kresse
- Piloot Storm van Henk Sprenger
- Professor Pi van Bob van den Born[12]
- Rechter Tie van Frits Kloezeman[1][13]
- Simpelman van Wim van Wieringen[14]
- Tekko Taks van Henk Kabos en James Ringrose[15]

Van onderstaande anderstalige strips verzorgde Swan Features Syndicate een Nederlandse vertaling:
- Fred Basset van Alex Graham
- Kapitein Rijkers van  Alfred Sindall en Peter O'Donnell